# Belait (distrito)
Belait é um dos quatro daerah que dividem o Brunei. É o maior distrito do país cobrindo cerca de 50% do território; é o daerah que fica mais a ocidente.

## Dados
Capital: Kuala Belait
População: 73,200 (2018)
Área: 2727 km²

## Mukims
A daerah está dividida em 8 mukims:
- Bukit Sawat
- Kuala Balai
- Kuala Belait
- Labi
- Liang
- Melilas
- Seria
- Sukang